# واسطة (سمعان)
واسطة  قرية سوريّة تتبع إداريّاً لمحافظة حلب منطقة جبل سمعان ناحية زمار.